# ELISPOT

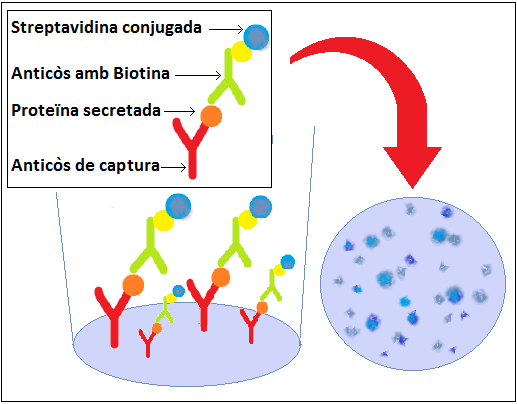
Exemple d'un assaig ELISPOT

L'ELISPOT (escrit també ELISpot), que prové de l'acrònim en anglès enzyme-linked immunosorbent spot, és una tècnica immunodiagnòstica molt sensible (detecta 1/100.000 cèl·lules) que mesura la resposta immunitària cel·lular i humoral de cada cèl·lula contra un antigen específic.
Aquesta tècnica prové de l'ELISA, i pot arribar a ser fins a 200 vegades més sensible que aquesta; proporciona informació qualitativa i quantitativa sobre l'assaig que s'estigui realitzant.
Es tracta d'un mètode in vivo que en primer moment va sorgir per mesurar la freqüències de cèl·lules B que produïen anticossos com a resposta a l'estimulació d'un antigen específic. Un dels altres usos més comuns és per la identificació (i quantificació) de cèl·lules T productores de citocines, que en permet enumerar les cèl·lules secretores en suspensions de cèl·lules individuals, ja sigui del sistema nerviós, medul·la òssia o preparacions de cèl·lules mononuclears de sang perifèrica. L'alta sensibilitat i l'elevat rendiment d'aquest assaig permet l'enumeració directa de les cèl·lules T específiques per a certs pèptids sense necessitat d'una prèvia expansió in vitro.
Per aquestes i les posteriors adaptacions que ha tingut l'ELISPOT en moltes altres competències l'han permès ser usat a laboratoris de tot el món com a tècnica recurrent de diagnòstic ràpid: és més convenient, més barat i més ràpid que molts altres mètodes de diagnòstic immunitari.

## Història
La tècnica de l'ELISPOT va ser publicada per Cecil Czerkisnky el 1983 desenvolupant l'ELISA (Enzyme Linked Immunosorbent Assay). A continuació algunes de les fites i avenços més importants en el desenvolupament i les aplicacions de la tècnica:
- 1983: primera descripció de Czerkinsky d'un nou mètode per numerar la quantitat de cèl·lules B que secreten immunoglobulines específiques per un antigen.
- 1988: Czerkinsky de nou és el primer a desenvolupar un assaig de ELISA Spot per mesurar la freqüència dels Limfòcits T en la secreció de limfocines específiques.
- 1988: Primera descripció d'un ELISPOT Dual-Color.
- 1993: Primers assajos per tal d'utilitzar imatges en ordinador per analitzar i comptar els spots.

Al llarg dels anys, l'estudi de l'ELISPOT avança. Es realitzen importants estudis sobre les membranes per als assajos d'ELISPOT i es valida la seva funcionalitat per als estudis relacionats amb cèl·lules immunes. Finalment, ELISPOT esdevé la base per als estudis de vacunes en tot el món. Aquesta tècnica representa un pas en la ciència per optimitzar les teràpies antitumorals basades en cèl·lules antigen específic i en el desenvolupament de fàrmacs.
I això no és tot; la recerca en el futur de l'ELISPOT està en constant moviment i el desenvolupament d'aquest avança cada dia per tal de millorar el seu rendiment.

## Procediment

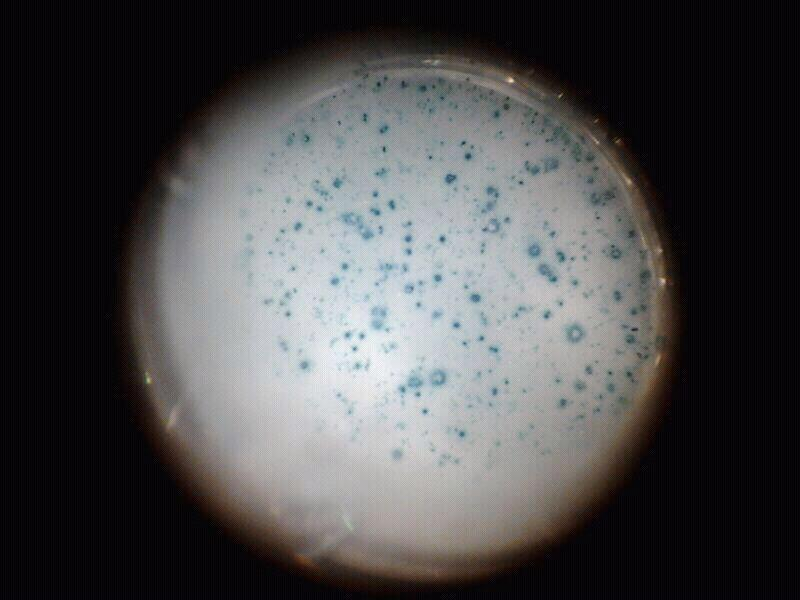
Observació d'ELISPOT

Per a realitzar una prova d'ELISPOT primer hem d'assegurar-nos que estem treballant en condicions d'esterilitat. S'utilitza una placa de nitrocel·lulosa de 96 pous, fets de fluorur de polivinilidé, on s'incuben les cèl·lules.
1. Es posen els anticossos específics (mono o policlonals) per la citosina que volem detectar en una placa ELISPOT que conté aquests pous. Aquesta preparació la posarem a incubar tota la nit a 4 °C. Un cop incubat, farem un primer rentat per eliminar sobrenedant i aquells anticossos que no s'hagin adherit. Per al rentat utilitzarem PBS.
2. Es posen les cèl·lules productores de citocines en els pous.
3. Incubarem aquesta preparació entre dues i tres hores a 37º amb un 5% de CO2. Un cop incubat es posa l'estímul (per exemple un antigen) a tots els pous. D'aquesta manera, les cèl·lules començaran a produir les citocines que els anticossos captaran.
4. El següent pas és fer un rentat per eliminar sobrenedant i les cèl·lules. En aquest punt haurà tingut lloc la unió dels anticossos primaris amb la citocina produïda i tot el que no ha reaccionat s'haurà eliminat amb el rentat.
5. A partir d'aquí afegirem els anticossos secundaris o de detecció, els quals estan marcats normalment amb biotina. Aquests anticossos específics (després de deixar-los incubar uns 30-40 minuts) s'uniran als diferents ja formats complexos "anticòs primari – citocina". Fem un rentat per eliminar l'excés d'anticòs biotinitzat.
6. Seguidament, si hem utilitzat la biotina, afegirem un enzim (la peroxidasa, per exemple) marcat amb estreptavidina (o bé avidina, anticossos anti-biotina, clorur de nitroblue tetrazolium, o altres compostos que s'uneixin a la biotina) que al tenir molta afinitat per aquesta biotina la detectarà i s'hi unirà allà on n'hi hagi. També s'haurà de deixar actuar uns 30 o 40 minuts i després fer un rentat per eliminar qualsevol l'excés.
7. Finalment afegim un substrat, que a diferència de l'ELISA, ha de ser insoluble. L'utilitzat més freqüentment és el TMB que donarà una coloració blavosa. Aquest substrat reacciona amb l'enzim i en lloc de convertir tot el líquid de color com passaria en l'ELISA es forma només un precipitat de color que caurà al fons del pou. Quan es vegi blau suficient (després d'uns 20 minuts) haurem d'aturar la reacció fent un últim rentat, assequem la placa i ja la podem llegir. Hem de tenir en compte que la llum fa disminuir la intensitat de color dels precipitats.
El que veurem seran taques (spots) que correspondran a l'anticòs que ha captat la citocina produïda per les cèl·lules. Haurem de comptar aquestes taques per obtenir un resultat numèric.

## Aplicacions
- Mètode de diagnòstic. ELISPOT, per exemple, és capaç de detectar pacients amb alguna malaltia latent o activa medint l'activitat de les cèl·lules T secretant INF-ɣ degut a antígens definits pel causant de la malaltia.[8]
- Preparació de vacunes. S'utilitza per monitorar les noves vacunes; com per exemple la vacuna contra HIV, així com altres virus. Permet esbrinar la potència immunitària de les cèl·lules T, i així adequar l'administració de vacunes o millorar-les.[8]
- Observació de la secreció proteica cel·lular en un conjunt cel·lular reduït. Un exemple és l'observació de cèl·lules dendrítiques plasmàtiques activades, que secreten INF-ɑ.[8]
- Diferenciació del tipus de cèl·lules T activades amb l'objectiu d'analitzar un tipus de citocina. Ja que Th1 i Th2 tenen patrons diferents de producció, per exemple Th2 té importància enfront a al·lèrgies i per això, l'ELISPOT és interessant en aquest àmbit.[9]
- Monitoratge de càncer en immunoteràpia.[10]
- Comprovació d'efectivitat de la transfecció en teràpia gènica.[10]
- Cribatge de cèl·lules productores d'anticossos.[10]
- Optimització d'activitats antitumorals de les cèl·lules dendrítiques i cèl·lules T.[10]

Avui dia l'assaig ELISPOT s'utilitza àmpliament en diferents camps de la recerca biomèdica, incloent:
- Malalties autoimmunitàries
- Investigació sobre el càncer
- Malalties infeccioses
- Trasplantament d'òrgans
- Desenvolupament de vacunes

Especialistes i àmbits en què es pot usar l'ELISPOT:
- Immunòlegs clínics i experimentals
- Hematòlegs, oncòlegs
- Al·lergòlegs, dermatòlegs
- Tècnics de laboratori
- Toxicòlegs i especialistes en higiene
- Biòlegs moleculars i de gens
- Companyies farmacèutiques i químiques
- Veterinaris
- Recerca en immunització i la investigació (biotecnologia)
- Bancs de sang

Actualment l'ELISPOT s'utilitza per a la detecció d'una única citocina. En el cas en què es vulgui detectar dues citocines diferents, és substituïda per l'ELISPOT dual o per la tècnica de FLUOROSPOT. L'ELISPOT dual treballa a partir de dos substrats diferents, un per cada tipus de citocina i permet, a més, saber quina cèl·lula secreta cada citocina. Pel que fa a la FLUOROSPOT està basat en la fluorescència permetent la detecció de dues citocines per separat o les dues alhora en un mateix pou.

## L'ELISPOT al món d'Internet
Degut a les noves tecnologies, avui en dia innombrables empreses estableixen webs on es combina un servei científic i tècnic sobre l'assaig de l'ELISPOT i que assisteixen de diverses maneres en el desenvolupament de la tècnica.
Es pretén donar un suport al laboratori en el procediment i anàlisis dels seus assajos d'ELISPOT, facilitar l'ús i oferir una millor productivitat i flexibilitat en la rutina del laboratori.
Serveis que es poden trobar a la xarxa:
- Serveis d'investigació
- Exploració i anàlisi
- Formació al laboratori sobre ELISPOT
- Consulta a experts
- ELISPOT kits (per a diferents espècies i assajos)
- Anticossos i enzims conjugats preparats per usar-se als assajos del laboratori
- Sistema de lectura de spots
- Maquinària especialitzada
- Softwares (maneig de dades, anàlisi d'imatges, maneig de hardware)